# نیروی هوایی جمهوری آذربایجان
نیروهای هوایی جمهوری آذربایجان (ترکی آذربایجانی: Azərbaycan Hərbi Hava Qüvvələri) یکی از زیرمجموعه‌های نیروهای مسلح جمهوری آذربایجان می‌باشد، که مسئولیت حفاظت از مرزهای هوایی و پشتیبانی نیروهای رزمی دیگر را بر عهده دارد.

## تاریخچه
اولین خلبان نظامی شوروی سابق آذربایجانی «فرخ آقا قائبف» بوده‌است. وی در عملیات‌های هوایی علیه آلمانی‌ها در دوران جنگ جهانی اول حضور داشت و در جنگی در قلمروی کشور بلاروس فعلی کشته شد.
نیروهای هوایی جمهوری آذربایجان  در سال ۱۹۹۱، نیروهای هوایی و پدافند هوایی این کشور تازه استقلال یافته با استفاده از وسائل بازمانده از نیروهای همانند شوروی پایه‌گذاری گردید و ژنرال «رائل رضایف» به ریاست آن برگزیده شد.
کمی پس نیروهای هوایی با پدافند هوایی یکی شد و ژنرال «رائل رضایف» مجدداً ریاست آن را عهده‌دار شد. در حال حاضر تصدی نیروهای هوایی جمهوری آذربایجان بر عهده «رامز طاعرف» است.

## پایگاه‌های هوایی
جمهوری آذربایجان هم‌اکنون ۸ پایگاه هوایی نظامی دارد:
- پایگاه هوایی ناسوسنایا
- پایگاه هوایی کیوردامیر
- پایگاه هوایی باکو کالا
- فرودگاه بین‌المللی گنجه
- پایگاه هوایی دولیار
- فرودگاه نخجوان
- پایگاه هوایی سنگ‌چال
- پایگاه هوایی سیتال‌چای

## پدافند هوایی
پدافند هوایی از زیرمجموعه‌های نیروی هوایی جمهوری آذربایجان است. زرادخانه این بخش شامل برخی تأسیسات و دستگاه‌هایی می‌باشد، که در دوران جنگ سرد از طرف شوروی در سال ۱۹۹۰ در آذربایجان رها شده‌است.

## شالوده
ایالات متحد آمریکا از فعال‌ترین شرکت کنندگان در نوین‌سازی پایگاه‌های نظامی آذربایجان محسوب می‌شود. پایگاه هوایی باکو کالا و پایگاه هوایی ناسوسنایا واقع در شهرک حاجی زین‌العابدین با حمایت آمریکا تحت طرح اقدام فردی مشارکت آذربایجان- ناتو نوین شده و با تجهیزات خاصی برای تأمین امنیت پرواز مجهز شده‌اند.
تعدادی از ساختمان‌های پایگاه‌ها مرمت شده و بناهای جدیدی برای برجهای مراقبت، قرارگاه‌های مدیریت مهندسان و کارکنان مهندسی هواپیمایی ساخته شده‌است. از سپتامبر سال ۲۰۰۸، نوسازی سیستم مدیریت مرکزی نیروی هوایی با حمایت کشور ترکیه انجام می‌گیرد. بر اساس توافق دو کشور، قرارگاه‌های مدیریت مطابق با استانداردهای ناتو در آذربایجان ایجاد خواهد شد.
آذربایجان دارای رادار مراقبت و کشف هوایی قبله هم می‌باشد، که قبلاً از سوی نیروی هوافضای روسیه مورد استفاده بود.
این ایستگاه رادار با محدوده برد ۶۰۰۰ تا ۷۰۰۰ کیلومتر، قادر بود منطقه خاورمیانه، خاور دور و بخشی از آفریقا را پوشش دهد. در دسامبر سال ۲۰۱۲، روسیه با اعلام خبری مبنی بر عدم موفقیت‌امیز بودن مذاکرات بر سر تمدید اجارهٔ استفاده از ایستگاه رادار قبله با آذربایجان، فعالیت این ایستگاه را متوقف کرد. سپس، ایستگاه به جمهوری آذربایجان بازگردانیده و تمام تجهیزات و دستگاه‌های آن به روسیه منتقل شدند.
خلبانان آذربایجانی دارای بیشترین پیشینهٔ پرواز در میان کشورهای مستقل همسود تلقی می‌گردند. خلبانان در دانشگاه خلبانی نظامی جمهوری آذربایجان آموزش می‌بینند. پس دانش‌آموختگان این دانشگاه در کشورهای ترکیه، اوکراین، ایالات متحده آمریکا و غیره… دوره‌های آموزشی و پرورشی می‌گذرانند.

## ناوگان

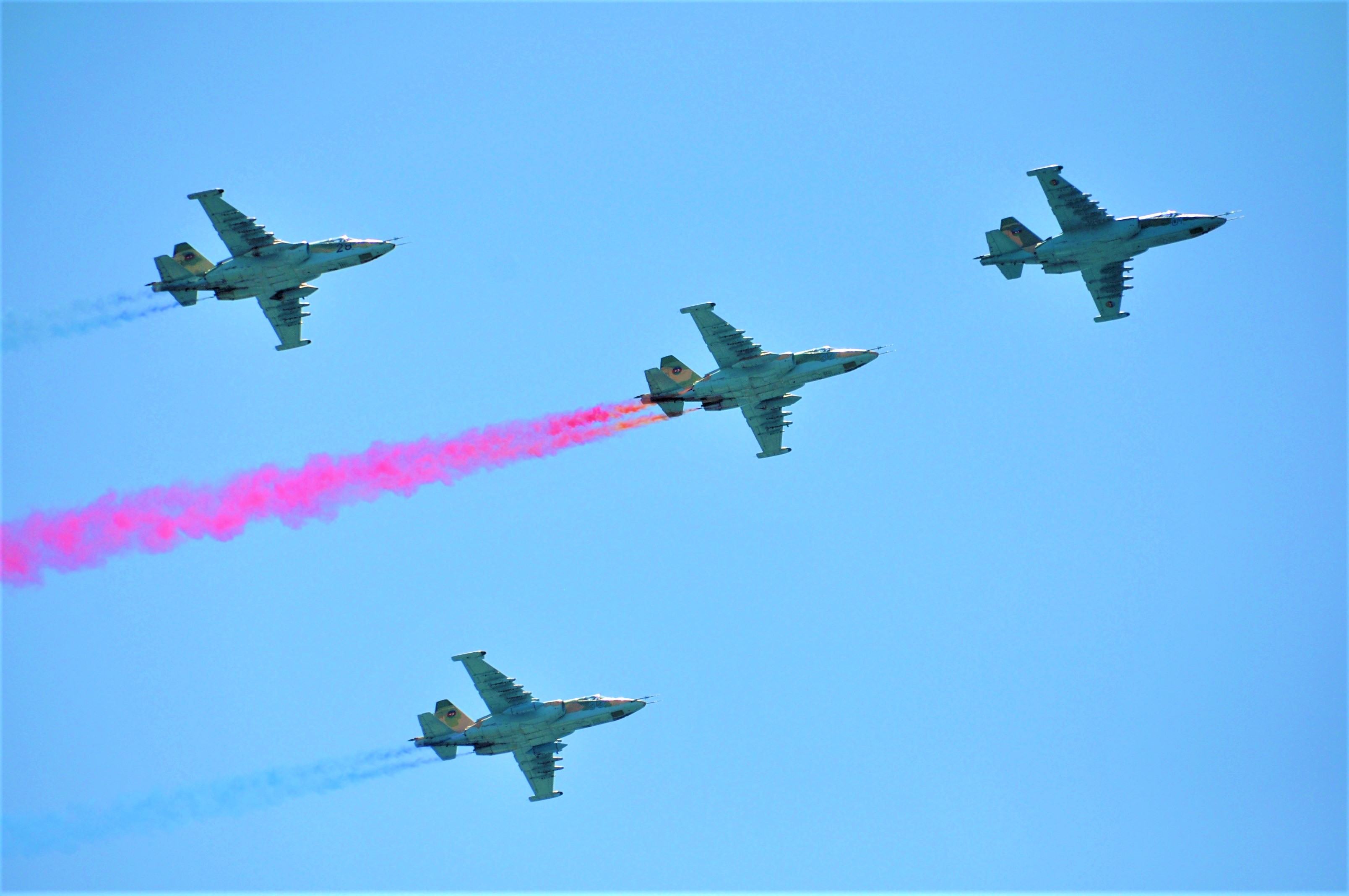
پرواز نمایشی سوخو-۲۵ بر فراز باکو در رژه برگزار شده به‌مناسبت روز تأسیس ارتش در سال ۲۰۱۱

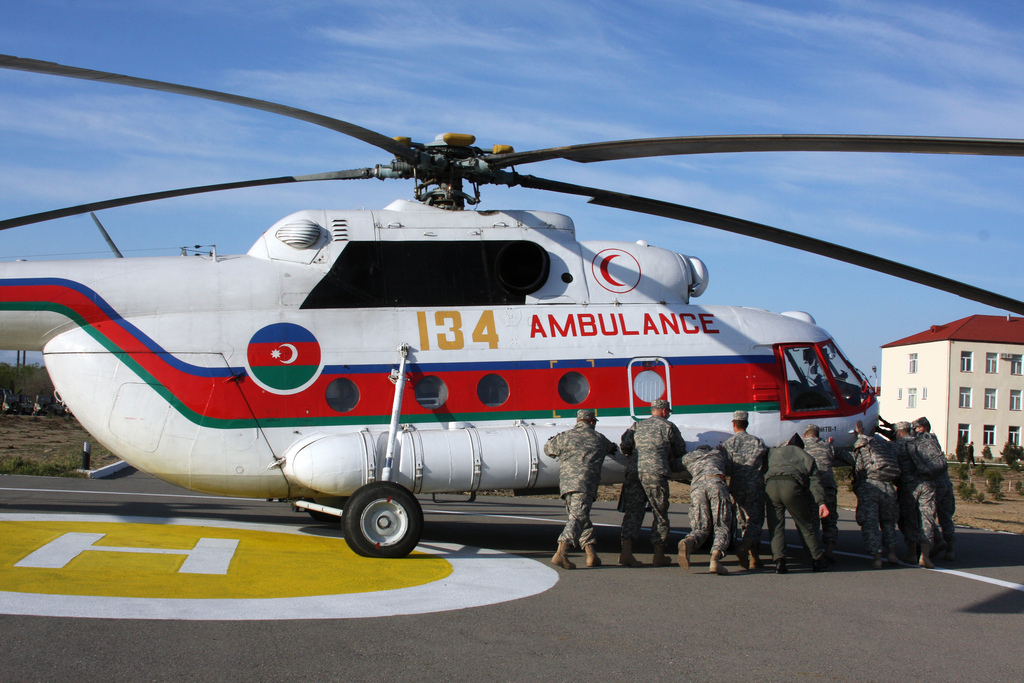
هلیکوپتر امداد می-۸ متعلق به نیروی هوایی جمهوری آذربایجان

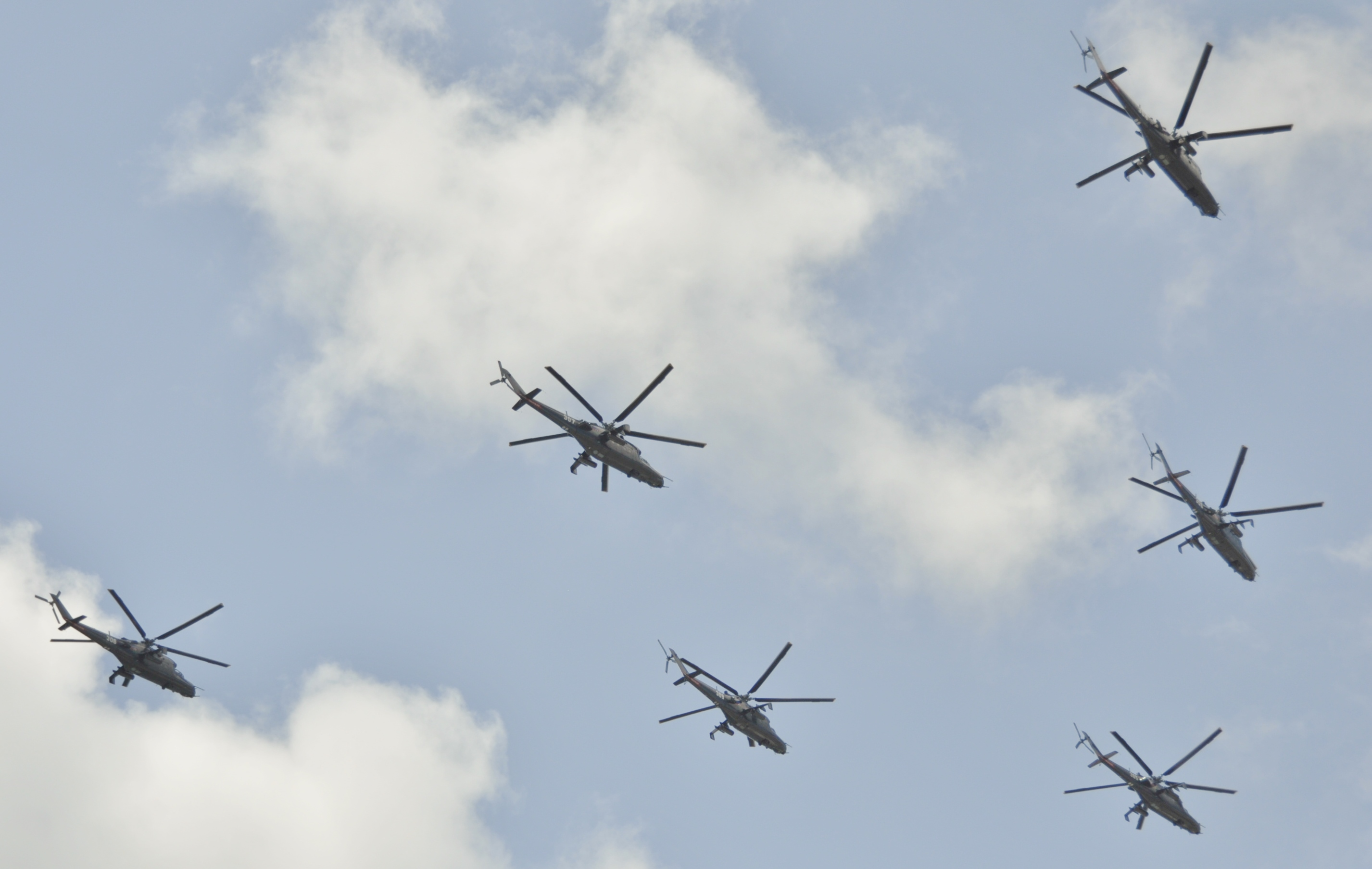
پرواز بالگردهای تهاجمی میل ۲۴ هنگام یک رژه نظامی بر فراز باکو

تعداد پرسنل نیروی هوایی جمهوری آذربایجان حدود ۸ هزار نفر است. هواپیماهای جنگنده و بالگردهای فعال در این نیروی به ترتیب در حدود ۲۰۰ و ۱۶۰. افزون بر اینها ۴۶ فروند هواپیما و هلیکوپتر مورد استفاده برای مقاصد دیگر نیز در اختیار نیروی هوایی قرار دارند. هواپیماها و بالگردهای نیروی هوایی شامل موارد زیر است:

### ناوگان
| هواگرد              | اصلیت     | نوع         | در حال خدمت        | توضیحات                       |
| جنگنده              | جنگنده    | جنگنده      | جنگنده             | جنگنده                        |
| ------------------- | --------- | ----------- | ------------------ | ----------------------------- |
| میگ-۲۱              | روسیه     | برتری هوایی | 5                  |                               |
| میگ-۲۹              | روسیه     | برتری هوایی | 16                 |                               |
| سوخو-۲۵             | روسیه     | پشتیبانی    | 12                 |                               |
| ترابری              |           |             |                    |                               |
| ایلیوشین ایل-۷۶     | روسیه     | حمل و نقل   | ۳                  |                               |
| بالگرد              |           |             |                    |                               |
| کاموف-۲۷            | روسیه     | تجسس        | ۴                  |                               |
| میل-۱۷              | روسیه     | حمل و نقل   | ۶۵                 |                               |
| میل ۲۴              | روسیه     | تهاجمی      | ۱۷                 |                               |
| آموزشی              |           |             |                    |                               |
| آئرو ال-۳۹ آلباتروس | جمهوری چک | آموزشی      | ۱۲                 |                               |
| میل می ۲            | لهستان    | آموزشی      | ۷                  |                               |
| سوپر مشاق           | پاکستان   | آموزشی      | ۱۰ فروند سفارش شده |                               |
| پهپاد               |           |             |                    |                               |
| هرمس ۴۵۰            | اسرائیل   | شناسایی     | ۱۰                 |                               |
| هارون ۱             | اسرائیل   | شناسایی     | ۵                  |                               |
| آی‌ای‌آی سرچر         | اسرائیل   | شناسایی     | ۵                  |                               |
| اربیتر              | اسرائیل   | شناسایی     | ۱۴                 | در جمهوری آذربایجان تولید شده |
| ایرو استار          | اسرائیل   | شناسایی     |                    | در جمهوری آذربایجان تولید شده |

### تجهیزات پدافند هوایی
آذربایجان دارای تعدادی سیستم پدافند هوایی می‌باشد، که از حریم هوایی این کشور در برابر خطرات حملات هوایی حفاظت می‌کند. در دورتادور باکو، اس-۷۵ دوینا (ا نام ناتو سام-۲ (SA-2 Guideline)) و مرزهای مشترک آذربایجان با جمهوری اسلامی ایران و داغستان تأسیسات دیگری نصب شده‌است. برخی از سامانه‌های پدافند هوایی نیز برای جلوگیری از حملات هوایی احتمالی نیروهای ارمنستان در این کشور نصب گردیده‌است.
بنابه گزارش سال ۲۰۰۲ مؤسسه بین‌المللی مطالعات استراتژیک، پدافند هوایی جمهوری آذربایجان در این بازهٔ زمانی ۱۰۰ سامانه اس-۷۵ دوینا، اس-۱۲۵پیچورا و اس-۲۰۰ را پوشش می‌داد.
علاوه بر اینها، پدافند هوایی آذربایجان دربردارنده اس‌آ ۴ میانبرد، اس‌آ ۸ نزدیکبرد، سامانه موشکی سطح‌به‌هوای متحرک اس‌آ ۱۳ و سیستم پدافند هوایی خودکششی زسو-۲۳–۴ «شیلکا» می‌باشد، که در صورت بروز حملات هوایی از حریم هوایی کشور دفاع می‌کنند. در کنار اینها، سیستم‌هایی با کیفیت متفاوت از جمله اسلحه‌های سبک ضدهوایی، سامانه‌های موشکی دوش‌پرتاب و سیستم‌های متحرک از اجزاء پدافند هوایی این کشور هستند.
| اس-۳۰۰                | سامانه موشکی سطح‌به‌هوای دوربرد و خودکششی | ۲ سامانه با ۲۰۰موشک                         |  |
| اس-۲۰۰                | سیستم موشکی سطح‌به‌هوا                    | ۴ سامانه                                    |  |
| اس-۱۲۵پیچورا          | سیستم موشکی سطح‌به‌هوا                    | ۱۳ سامانه                                   |  |
| اس-۷۵ دوینا           | سیستم موشکی سطح‌به‌هوا                    | توقف استفاده                                |  |
| ۲کا۱۱ کروگ            | سیستم موشکی سطح‌به‌هوا                    | توقف استفاده                                |  |
| ۲کا۱۲ کوب             | سیستم موشکی سطح‌به‌هوا                    | توقف استفاده                                |  |
| ۹کا۳۷ بوک             | سامانه موشکی زمین به هوای خودکششی       |                                             |  |
| ۹کا۳۳ اواس‌آ           | سامانه موشکی زمین به هوای خودکششی       | ۸۰ سامانه                                   |  |
| ۹کا۳۳۱ ام‌ئی تور-۲ام‌ئی |                                         | ۲ آتشبار                                    |  |
| ۹کا۳۵ استرلا ۱۰       | سامانه موشکی زمین به هوای خودکششی       | ۵۴ سامانه                                   |  |
| ۹کا۳۸ ایگلا           |                                         | ۳۰۰ سامانه موشکی دوش‌پرتاب به‌همراه ۱۵۰۰ راکت |  |
| ت۳۸ استیلت            | سامانه موشکی زمین‌به‌هوا                  |                                             |  |
| زسو-۲۳-۴              |                                         |                                             |  |
| زو-۲۳–۲               | توپ مسلسل                               |                                             |  |
| باراک ۸               |                                         | ۱ ۱ لشکر، ۳ سامانه و ۷۵ موشک                |  |